# Луси Шукер
Луси Џесика Шукер  (енгл. Lucy Jessica Shuker; рођена 28. маја 1980) ) је британска тенисерка у инвалидским колицима  која је тренутно највише рангирана жена у спорту у Британији. Претходни национални шампион у синглу и дублу, представљала је Велику Британију на четири узастопне Параолимпијске игре, два пута је освојила бронзану медаљу у женском дублу и бивши је светски шампион у дублу и освајач сребрне медаље Светског тимског купа међу низом других националних и међународних успеха.
Луси Шукер се такмичи и на Олимпијским играма у Паризу 2024. године. и то је њено пето учешће на Параолимпијским играма. Шукер је прокоментарисала: "Невероватно је достигнуће што сам се директно квалификовала за моје пете Параолимпијске игре и апсолутна част обући тренерку параолимписког тима Велике Британије и представљати своју земљу. Волим узбуђење које почиње Олимпијским играма, а затим да видим како се Параолимпијске игре развијају показујући шта спортисти са свим врстама инвалидитета могу да постигну. То је време које уједињује свет и једва чекам да будем део тога."
Године 2008. се први пут такмичила у синглу и дублу у тенису у инвалидским колицима на Параолимпијским играма у Пекингу.
Шукер је ушла у историју на Параолимпијским играма у Лондону 2012. заједно са Британком Џордан Хиди, када је њихов пар постао прве жене које су освојиле медаљу за Велику Британију у тенису у инвалидским колицима, од меч тачке доле до бронзе у женском дублу.
Шукер и Доки су задржале статус бронзане медаље у паровима у женским инвалидским колицима на Параолимпијским играма 2016. у Рију .

## Рани живот
Шукер је рођена у Дохи, у Катару, али је одрастала у Флиту у Хемпширу. Она долази из породице која игра бадминтон и почела је да игра бадминтон у раном детињству пре него што је представљала округ Хемпшир на националним такмичењима, заједно са својим братом Метјуом Шукером, који је у каријери имао 43. место на светској ранг листи у мушком синглу. Шукер је такође волела јахање све док у 21. години није доживела несрећу на мотору због чега је остала парализована од Т4 пршљена.

## Тениска каријера
Шукер је почела да игра тенис у инвалидским колицима 2002. године, мање од 12 месеци након несреће на мотору која јој је променила живот. У спорт ју је увео бивши број 1 у Квадовима света Пете 'Куадфатхер' Норфолк током процеса куповине њених првих инвалидских колица.
Шукер је 2013. постала прва британска тенисерка у инвалидским колицима која се такмичила на сва четири велика тениска гренд слема исте године када се такмичила на УС Опен-у у Њујорку, исте године када је стекла свој највиши ранг у синглу до сада на првом месту на свету.
Шукер је 2016. године освојила своју прву титулу у Мастерс турниру у дубловима, удруживши се са Диедом де Гротом.
Године 2018. вратила се у финале гренд слем турнира када је била партнер Сабине Елерброк како би стигла до финала Вимблдона у дублу, а 2021. је стигла и до финала Аустралијан опена у дублу са јужноафричким партнером Котатсо Монтџејн. У јануару 2019. Шукер и Монтџејн су стигли до полуфинала женских парова у инвалидским колицима на Аустралијан опену, али су поражени од других носилаца Марјолајн Бојс и Сабине Елерброк.
У јуну 2021, она и Џордан Доки биле су међу шест тенисерки које су именоване да представљају Велику Британију на одложеним Параолимпијским играма у Токију 2020 .
Шукер је награђена медаљом Британске империје (БЕМ) на рођенданским почастима 2023. за заслуге у спорту.
Шукер је 19. јула 2024. изабрана за своју пету Параолимпијску игру када је касније те године именована у тим Велике Британије за издање у Паризу.

## Лични живот
Шукер је дипломирала науку и управљање вежбањем и здрављем на Универзитету у Сарију 2001. године.
Године 2011. проглашена је за Жену достигнућа Виталисе и добила је награду од добротворне организације за особе са инвалидитетом Виталисе као признање за њена достигнућа у свету спорта особа са инвалидитетом.
Шукер је 8. новембра 2017. године добила почасни докторат уметности на Универзитету Борнмут.